# غواراني باراغواي
الغواراني (guaraní) هي العملة الأساسية في الباراغواي وهي مقسمة إلى 100 سنتيمو، أطلق هذا الاسم على العملة نسبةً إلى سكان الباراغواي الأصليغوارانيوهم هنود الغواراني. استخدمت هذه العملة منذ العام 1944 بعد البيزو الباراغواياني. بغوارانيعامي 1960 و1982 كان الدولار الأمريكي يعادل 126 من الغواراني تقريباً. يوجد أربع وحدات رئيسية للغواراني: 50، 100، 500، 1000.

## الأوراق النقدية
بدءًا من عام 2004، خضعت الفئات الحالية، باستثناء 50,000 غواراني، لتغييرات صغيرة ولكن يمكن ملاحظتها بسهولة، مثل الطباعة السفلية. تطبع شركة جيزيكي + ديفرينت الورقة 20,000 غواراني، بينما تطبع دو لا رو الباقي. أطلق البنك المركزي في عام 2009 أول 2000 ورقة مصنوعة من البوليمر.
أصدر ورقة نقدية جديدة بقيمة 50,000 غوراني من السلسلة C بتاريخ 2005، ولكن نظرًا لأنه من الواضح أنها تم تداولها بطرق إجرامية قبل إطلاقها رسميًا، فقد أعلن البنك المركزي أن هذه السلسلة باطلة وعديمة القيمة.
أصدرت شركة أعمال الطباعة الأمنية البولندية 10,000 غواراني و20,000 غواراني في 2012. أصدرت ورقة نقدية جديدة بقيمة 5,000 غواراني وطرحت للتداول في 14 يناير 2013. طبعت الورقة النقدية شركة الأوراق النقدية الكندية. تتضمنت الورقة ميزات الأمان مثل العلامة المائية. وبقي تصميم الورقة الذي يحمل صورة كارلوس أنطونيو لوبيز وقصر لوبيز.
أصدرت أوراق نقدية جديدة في 22 ديسمبر 2016 بقيمة 20,000 غواراني و50,000 غواراني و100,000 غواراني مع مستوى أمان محسّن.
| الصورة | القيمة          | اللون     | الوجه                           | الظهر                                | تاريخ الإصدار |
| ------ | --------------- | --------- | ------------------------------- | ------------------------------------ | ------------- |
|        | 2,000 غواراني   | أرجواني   | أديلا وسيلسا سبيراتي            | طابور مدرسي                          | 2008          |
|        | 5,000 غواراني   | برتقالي   | كارلوس أنطونيو لوبيز            | قصر لوبيز                            | 1963          |
|        | 10,000 غواراني  | بني       | خوسيه غاسبار رودريغيز دي فرنسيا | مشهد إعلان الاستقلال في 15 مايو 1811 | 1963          |
|        | 20,000 غواراني  | أزرق فاتح | امرأة من باراغواي               | بنك باراغواي المركزي                 | 2005          |
|        | 50,000 غواراني  | رملي      | أوجستغوارانيباريوس              | قيثارة أوجستغوارانيباريوس            | 1990          |
|        | 100,000 غواراني | أخضر      | روكي غونزاليس دي سانتا كروز     | سد إيتايبو                           | 1998          |

## وصلات خارجية
- قيمة الغواراني بالدولار الأمريكي
- اسعار العملات اليوم في باراجواي